# Route départementale 52 (Puy-de-Dôme)
Pour les articles homonymes, voir Route départementale 52.
La route départementale 52, ou RD 52, est une route départementale du Puy-de-Dôme reliant La Miouze à Lempdes.

## Tracé de la route
La route départementale 52 commence à La Miouze, où elle bifurque avec la RD 986.
Puis elle passe par Ceyssat, où l’accès au sommet du Puy de Dôme est possible via la RD 68 et le col de Ceyssat (attention, la route menant vers le sommet est payante) ; le col de la Moreno, Laschamp, Saint-Genès-Champanelle ; Theix, où l’on retrouve la Société laitière des Volcans d’Auvergne.
Elle se dissocie de la RD 2089 à Varennes, près de Chanonat. On peut admirer le plateau de Gergovie.
Elle reprend à partir d’Orcet. La RD 772 permet d’accéder à la zone industrielle de Cournon-d’Auvergne.
La section la plus récente, Cournon-d'Auvergne – Lempdes, mesure 5,5 kilomètres. Elle a permis de diminuer la circulation sur la sinueuse RD 8. Puis elle s’achève entre Lempdes et Pont-du-Château avec les routes départementales 766 et 2089, ainsi qu’un accès à l’autoroute A711 échangeur 1.4.
http://www.openstreetmap.org/browse/relation/1887647

## Communes traversées
- La Miouze
- Mazaye
- Ceyssat
- Montmeyre, commune de Ceyssat
- Allagnat, commune de Ceyssat
- Col de la Moreno altitude 1 065 m

Court tronc commun avec la RD 942 ex-RD 941a
- Laschamp
- Saint-Genès-Champanelle
- Theix, commune de Saint-Genès-Champanelle

Tronc commun avec la RD 2089 ex-RN 89
- Varennes, commune de Chanonat
- Chanonat
- La Roche-Blanche

- Orcet
- Le Cendre
- Cournon-d'Auvergne
- Lempdes

### À voir
- Sommet du Puy de Dôme
- I.N.R.A.
- Château de la Batisse
- Plateau de Gergovie

## Trafic
- environs de Cournon-d'Auvergne vers Lempdes, 7 182 véhicules par jour (moyenne 2006)[2].